# Christel Trautmann
Christel Katharine Trautmann (geb. Jäger; * 23. Oktober 1936 in Weiterstadt; † 16. Juni 2020) war eine hessische Politikerin (SPD) und Abgeordnete des Hessischen Landtags.

## Ausbildung und Beruf
Christel Trautmann machte nach dem Abschluss der Volksschule eine kaufmännische Lehre und arbeitete bis 1967 als Angestellte bei Banken, Versicherungen und Verbänden.

## Politik
Christel Trautmann ist seit 1964 Mitglied der SPD. Für die SPD war sie seit März 1977 Stadtverordnete in Darmstadt.
Nachdem Peter Benz als hauptamtlicher Stadtrat in Darmstadt gewählt worden war, legte er sein Landtagsmandat nieder und Frau Trautmann war ab dem 10. Dezember 1976 sein Nachfolger als Mitglied im Hessischen Landtag. Bei den folgenden drei Wahlen gewann sie jeweils das Direktmandat im Wahlkreis Darmstadt-Stadt I und schied am 17. Februar 1987 aus dem Landtag aus.

## Ehrungen
Christel Trautmann erhielt 1989 das Bundesverdienstkreuz am Bande.